# Alexandre Rou
Alexandre Arturovitch Rou (en russe : Александр Артурович Роу, translittération ISO 9 Aleksandr Arturovič Rou, transcription traditionnelle : Aleksandr Artourovitch Roou, parfois translittéré en Aleksandr Rou, Roou, Row ou Rowe,), né le 24 février 1906 à Moscou dans l'Empire russe et mort le 28 décembre 1973 à Moscou en URSS, est un cinéaste soviétique, principalement réalisateur et scénariste.
Il a réalisé de nombreux films, dont beaucoup d'adaptations de contes et légendes russes destinés à un jeune public.

## Biographie
Alexandre Arturovitch Rou naît le 24 février 1906 à Moscou, dans l’Empire russe, d’un père irlandais et d'une mère grecque.
En 1930, il travaille au studio Mezhrabpom-Film comme assistant à la réalisation, puis comme coréalisateur avec Yakov Protazanov pour les films Marionnettes en 1934 puis Sans dot en 1937.
À partir de 1937, il travaille au studio Soyouzdetfilm, qui devient plus tard le Gorky Film Studio. En 1938, il réalise De par la Volonté du Brochet, son premier film réalisé seul. Il travaille très régulièrement avec l’acteur Gueorgui Milliar.
Alexandre Rou meurt le 28 décembre 1973 à Moscou.

## Filmographie

### Réalisation
- 1937 : Sans dot (coréalisateur)
- 1938 : De par la Volonté du Brochet (По щучьему веленью)
- 1939 : Vassilissa la Très Belle (Василиса Прекрасная)
- 1941 : Le Petit Cheval bossu (Конёк-Горбунок)
- 1945 : Kochtcheï l'Immortel (Кащей Бессмертный)
- 1953 : Une nuit de mai (Майская ночь, или Утопленница)
- 1954 : Le Mystère d’un lac de montagne (ru) (Тайна горного озера)
- 1956 : Un cadeau précieux (Драгоценный подарок)
- 1958 : Les Nouvelles Aventures du chat botté[4]
- 1959 : L'Habile Maria (Марья-искусница)
- 1960 : La Pantoufle de cristal (ru) une adaptation de Cendrillon en spectacle de ballet co-réalisé avec Rostislav Zakharov
- 1961 : Veillées du village de Dikanka (Вечера на хуторе близ Диканьки), adaptation des Soirées du hameau de Nicolas Gogol
- 1964 : Au royaume des miroirs déformants (Королевство кривых зеркал)
- 1965 : Morozko (Морозко)
- 1968 : Par feu et par flammes (Огонь, вода и… медные трубы)
- 1969 : La Belle Barbara à la natte longue (Варвара-краса, длинная коса)
- 1973 : Les Cornes d'or (Золотые рога)

### Scénario
- 1945 : Kochtcheï l'Immortel (Кащей Бессмертный)
- 1961 : Veillées du village de Dikanka (Вечера на хуторе близ Диканьки)
- 1969 : La Belle Barbara à la natte longue (Варвара-краса, длинная коса)
- 1973 : Les Cornes d'or (Золотые рога)
- 1976 : Finist - Yasnyy sokol (posthume)

## Distinctions
- 1965 : Grand Prix au Festival du film de Venise pour Morozko[5].
- 1961 : Artiste émérite de la RSFS de Russie
- 1968 : Artiste du peuple de la RSFS de Russie.
- Ordre de la révolution d'Octobre
- Ordre de l'Insigne d'honneur